# Związek gmin Kappelrodeck
Związek gmin Kappelrodeck – związek gmin (niem. Gemeindeverwaltungsverband) w Niemczech, w kraju związkowym Badenia-Wirtembergia, w rejencji Fryburg, w regionie Südlicher Oberrhein, w powiecie Ortenau. Siedziba związku znajduje się w miejscowości Kappelrodeck, przewodniczącym jego jest Klaus-Peter Mungenast.
Związek zrzesza trzy gminy wiejskie:
- Kappelrodeck, 5 783 mieszkańców, 17,93 km²
- Ottenhöfen im Schwarzwald, 3 271 mieszkańców, 25,26 km²
- Seebach, 1 448 mieszkańców, 19,05 km²